# Wakakusa Monogatari: Nan to Jou Sensei
«Маленькие женщины 2: Нан и мисс Джо» (яп. 若草物語 ナンとジョー先生 Вакакуса Моногатари Нан то Дзё:сэнсэй, также Tale of Young Grass: Nan and Miss Jo, Little Women II: Jo’s Boys) — аниме, снятое по мотивам романа Луизы Мэй Олкотт «Маленькие мужчины». Является частью серии «Театр мировых шедевров» студии Nippon Animation. Аниме, режиссёром которого стал Кодзо Кусуба, транслировалось на телеканале Fuji TV с 17 января по 19 декабря 1993 года и состоит из сорока серий. Действие происходит спустя десять лет после «Маленьких женщин».

## Сюжет
Джозефина Марч выросла, теперь она замужем за немецким профессором Фрицем Бэром. На территории дома под названием Пламфилд, что завещала ей тетушка Марч, Джо Бэр создала школу для своих сыновей, Роба и Тедди, племянников, богатых детей и сирот, включая Нан Хардинг и подростка-грубияна по имени Дан.

## Роли озвучивали
- Анни «Нан» Хардинг − Хадзуру Мацукура
- Джозефина «Джо» Бэр − Эйко Хисамура
- Томас «Томми» Бэнгз − Минами Такаяма
- Джек Форд − Цутому Касивакура
- Джордж Коул − Тиэ Сато
- Натаниэль «Нат» Блейк − Марико Икэгами
- Франц Хофман − Тосиюки Морикава
- Эмиль Хофман − Хиро Юки
- Роберт «Роб» Бэр − Юрико Футидзаки
- Теодор «Тедди» Бэр − Кёко Минами
- Джон «Деми» Брук − Кёко Ямада
- Маргарет «Дейзи» Брук − Каэ Араки
- Нэд Баркер − Рикако Аикава
- Даниэль «Дан» Кин − Нобутоси Канна
- Фриц Бэр − Ёусукэ Акимото
- Эйзия − Ясуко Хатори
- Сайлас − Рюдзи Сайкати
- Мэри Энн − Каёко Фудзи
- Маргарет «Мег» Брук − Кэйко Хан
- Джон Брук − Тосихико Кодзима
- Теодор «Лори» Лоренс − Нобуо Тобита
- Мэри Кёртис Марч − Таэко Наканиси